# 上帝的显示者
上帝的显示者是巴哈伊信仰中的一个概念，它指的是通常所说的先知。上帝的显示者是指能够在人类世界反映神圣品质以促进人类道德与文明的进步与发展的一系列人物。在巴哈伊信仰中，上帝的显示者是人类认识上帝的仅有渠道。他们是在物质世界反射上帝品质的完美镜子。巴哈伊教义认为所有人类发展的动力都来自于上帝的显示者，上帝的顯示者与巴哈伊的渐进启示的概念直接相关。

## 地位

指环符号代表人类是通过上帝的显示者与上帝联系

巴哈伊关于上帝与人类之间媒介的概念体现于上帝的显示者这一名称中。巴哈伊相信唯一且永恒存在的上帝创造了宇宙中包含所有生物和力量的万物。尽管人类无法直接和上帝联系，上帝的创造是具有思想、意志和目的的。巴哈伊相信上帝一直以多种方式来体现其意志，其中包括通过一系列圣使，即上帝的显示者。为了体现上帝的意旨，这些显示者在世界创立了宗教。
上帝的显示者不是上帝的化身，因为上帝不可分割，也不会下降进入其创造物的地位，然而祂们也不是普通凡人。巴哈伊关于上帝显示者的概念强调人性与神性的同时并存。在神性上，祂们体现出上帝的意志、知识和美质；在人性上，祂们具有凡人的身体素质。一个常用的巴哈伊类比形容上帝的显示者与上帝的关系就像一个完美的镜子。在此类比中，上帝正如太阳——地球的物质生命之源，上帝的灵和美质犹如阳光，上帝的显示者就像反射光线的完美镜子。因此，上帝的显示者是在这个物质世界中反射上帝美质的完美镜子。
上帝的显示者代表上帝与人类之间存在的媒介。巴哈伊信仰的创始人巴哈欧拉解释说，上帝的显示者一方面是上帝的谦卑仆役，另一方面，祂们声称以上帝的声音说话，向人类显示上帝的美质。祂们可能有时强调人性，有时又宣扬祂们的神性。这两种地位并非相互排斥而是互相补充。
上帝的显示者具有人类没有的能力，而这种差异并非是程度上的而是类型上的差异。我们不能将上帝的显示者仅仅看作是理解力高于常人的伟大思想家或是哲学家，祂们天生在本质上就高于凡人。因此，上帝的显示者是特殊的生命，祂们与上帝的关系独特，是由上帝自灵性世界作为灵性启示的工具派遣而来。祂们在此世出生前就已存在于灵性世界。据巴哈伊信仰创始人的儿子阿博都巴哈所言，上帝的显示者在各方面都优于其他人以便于更有效地训导和教育世人。

## 目的
巴哈伊信仰认为上帝的显示者的目的是教育人类。祂们是神圣的教育者，上帝养育祂们来提升人类并表达祂的意愿。为了表达上帝的意愿，上帝的显示者在世界创立了宗教。每位显示者根据祂们出现的时代和地方的需要带来一本圣作并启示教义。巴哈欧拉用“启示”一词来形容每位上帝显示者出现的现象，祂说显示者的文字代表了上帝的无误之言，因为文字在显示者离世后依然存在，并且它们是启示中非常重要的部分。 帝的圣圣者在不同领域和层次上启示了律法和诫命，它们包括旨在帮助个人发展健全人格和获得神圣品质的内容，也包括旨在增进社会福祉和促进文明的律法和原则。阿博都-巴哈说，教育者会每隔一段时间来教育人类，没有这些教义，人类将会受到愤怒、嫉妒和仇恨等情绪和态度的约束。
巴哈欧拉和阿博都-巴哈说明巴哈伊认为上帝的显示者的主要角色是教育者：
“先知与上苍的信使们被派遣下凡的唯一目的是指引人类走上真理的正道。祂们的启示是为了教育全人类，以便人们去世的时候，可能最纯洁、神圣、超脱地飞升到至高者的宝座。这些英灵所发出的光辉促进着世界的进步与世界各族人民的幸福。祂们好比酵母一般，使存在界获得以催化发酵，也构成一股驱动的力量，世界的技艺与奇妙的发明都通过它而显现。通过祂们，天上的云向人类洒下恩宠的甘霖，大地长出果实。任何事物都必须有一个因，一个推动力，一种驱动的本原。这些英灵，这些超脱的象征，已为世界提供了，并将继续提供，一个至高至圣的推动力。”
“上帝派遣祂的先知们来到人世间只是为了一个目的：在人类的心田里播撒仁爱和友善的种子。为了这个伟大的目的，祂们愿意受苦受难并牺牲生命。所有的圣书都是为了引导人们走上爱与团结之路而写的。然而，尽管如此，我们当中还是不断有战争和流血的悲剧发生。”

## 平等
巴哈伊认为所有上帝的显示者都来源于同一个上帝，具有用样的灵性和抽象本质，祂们之间完全平等。巴哈欧拉解释说，不同显示者及其教义的差异是来源于祂们出现时所在文明的不同需要和能力，而非由于祂们在重要性或是本质上存在差异。
上帝的显示者是“同一”的，他们相互具有同一性和相异性。关于同一性，巴哈欧拉在《笃信经》中写道“你若全用同一个名字称呼祂们，将同样的属性归于祂们，你并未谬失真理。”因此，上帝的显示者都会在上帝与创造物之间为共同的宗旨发挥同样的媒介作用。每个显示者以此方式显示上帝之言，教导同一宗教，并根据听者的特别需要和文化做一些修改。巴哈欧拉写道每个上帝的显示者都具有相同的灵性品质，因此祂们可以被看作是所有先前显示者的“再临”。
巴哈欧拉说显示者们的教义不同并非源于祂们的身份差异而是由于祂们的使命有别，而祂们是同一的。巴哈欧拉对于这种差异写道：“诸位显示者各有其独特的个性、明确规定的使命、预先注定的天启及特别指定的局限”。巴哈欧拉在《圣秘瑰宝》中写道：察觉上帝的显示者之间差异的人会在持续探索灵性的道路上发现显示者的内在合一。他在其他圣文中提到否认一位显示者就等于否认所有显示者。阿博都-巴哈说巴哈伊宁愿选择死亡也不会否认任何一位伟大的先知，无论是摩西、穆罕默德或是基督。
巴哈伊相信上帝的显示者的合一并不意味着同一人灵于不同时代在不同身体上重生。以巴哈伊的观点来看，各显示者的个性均有不同，是独立的个体存在。而祂们的平等来源于对上帝的显示以及显示上帝之美质的程度相同。

## 宗教永恒主义
巴哈欧拉教导说作为上帝之唯一演进式宗教的一部分，上帝曾一直并且还会一直派遣显示者通过带来更多的教义来促进人类的进步。巴哈伊认为上帝显示者的连续性没有起点也没有终点。巴哈伊信仰在二十世纪前半期的领袖守基·阿芬第说显示会在每一千年左右发生，延续“许多时代，直至进入未来的时间范畴”。
虽然显示者们一直且会持续来到人类当中，阿博都巴哈解释说这一过程有着明确的周期。这些周期涵盖了三个阶段的上百万年时间。第一阶段是一系列显示者帮助人类准备接受万能的神；第二阶段是带来万能的神及其天启的那位显示者出现；最后第三阶段是其随后的显示者们。阿博都巴哈说在目前的周期中，第一阶段由亚当开启并延续至巴孛结束。巴哈欧拉是普世的上帝显示者，目前的周期还将持续50万年。
没有一个明确的显示者列表，然而巴哈欧拉和阿博都巴哈将一些人作为显示者，包括：亚当、诺亚、克里希纳、琐罗亚斯德、佛陀、耶稣和穆罕默德。巴孛和巴哈欧拉也包含在此定义中。因此，宗教史被认为是一系列时期或是“天启”，即各显示者为其所处时代和地区带来了更为广范和更先进的启示。
巴哈伊认为巴哈伊启示并非上帝指导人类灵性发展的最后阶段。巴哈伊圣作确认在巴哈欧拉来临的1000年之后，另一位显示者将会前来促进人类文明。
阿博都-巴哈在曾写道在上帝的无限世界中会有无数个上帝的显示者。

## 小先知
在巴哈伊的定义中存在着小先知和上帝的显示者，即大先知的差别。这种差别也是指小/大、非独立/独立，追随者/普世，以及其他类似词语。上帝的显示者或是大先知犹如能够自己发出光和热的太阳，而小先知犹如从太阳处接受光芒的月亮。
上帝的显示者们被称为具有恒定性的先知。具有恒定性是指启示了圣书（书中包含律法）的先知们与上帝建立持久的圣约，并将以往的约定取消。例如：巴哈欧拉称摩西是上帝的显示者，祂的兄弟亚伦是一位小先知。摩西代表上帝发言，而亚伦代表摩西说话。（《出埃及记 4:14-17》）此外，《旧约》当中的其他先知例如耶利米、大卫、所罗门、以西结和以赛亚都是小先知，他们在摩西的启示期内发展和巩固摩西启动的进程。在巴哈伊看来，没有关于小先知的明确列表。
这种差异也可以形容为启发和启示的差别。启示是对上帝之言的直接而无误的理解，仅能由上帝的显示者传达给人类。另一方面，启发是每个人都可以获得的对灵性真理的间接和相对的理解。巴哈欧拉曾多次说，上帝选择普通人作为先知，以激励他们在人类事务中扮演某种角色；尽管上帝进一步发展了他们的灵感力量，但这些人依然是普通人。

## 其他神圣教师
据推测美洲大陆曾有过神圣启示，但由于时间久远而未留下明确记载，仅通过口口相传。 阿博都-巴哈曾说：
“远古时期的美洲人们通过北部区域与亚洲接近，与亚洲相隔一个海峡。为此，出现了穿越海峡。还有其他迹象显示出存在交流。对于不知道先知出现的地区，人们不必承担责任。《古兰经》中启示说：‘派遣使者之前，我不惩罚（任何人）。’《古兰经17:15》无疑在这些地区，上帝的召唤曾在远古响起，如今已被忘记。”
有些学者在研究本土先知时，将先知的迹象与易洛魁族的伟大和平使者联系在一起。一些巴哈伊尊崇和平者为显示者。然后，由于圣作中从未特别提及伟大和平使者，他不能正式作为信仰中的显示者。
关于亚洲的先知，守基·阿芬第说：
“没有提到亚洲先知的唯一原因是祂们的姓名似乎在历史迷雾中隐没。佛陀、琐罗亚斯德在我们的圣作中提及，祂们都是非犹太裔先知。我们知道一直都有上帝的显示者，但没有任何关于祂们名字的记载。” 